# Dan Rowan
Pour les articles homonymes, voir Rowan.
Dan Rowan est un acteur et producteur américain né le 22 juillet 1922 à Beggs, en Oklahoma (États-Unis), décédé le 22 septembre 1987 à Englewood (Floride).

## Filmographie

### comme acteur
- 1958 : Once Upon a Horse... : Dan Casey
- 1966 : The Dean Martin Summer Show (série TV) : Host (1966)
- 1966 : L'Extravagante Lucy (The Lucy Show)
- 1966 : Bob Hope Presents the Chrysler Theatre
- 1967 : The Rowan & Martin's Laugh-In Pilot Special (TV) : Host\Himself
- 1968 : Laugh-In (Rowan & Martin's Laugh-In)
- 1969 : The Maltese Bippy : Sam Smith
- 1978 : L'Île fantastique (Fantasy Island)
- 1982 : La croisière s'amuse : Alan Danver

### comme producteur
- 1968 : Laugh-In (Rowan & Martin's Laugh-In)